# Simulace v nástrojích Computer-Aided Design
Počítačem podporovaný design (CAD) je technologie využívající počítačové systémy pro pomoc při tvorbě, úpravě, analýze nebo optimalizaci návrhů. CAD software je nezbytným nástrojem pro inženýry, architekty a designéry, umožňující jim vytvářet přesné výkresy, modely a simulace. Hlavní výhodou CAD oproti tradičnímu ručnímu kreslení je možnost vytvářet přesnější a snadno upravitelné návrhy, což usnadňuje rychlou tvorbu prototypů a iterativní vylepšení.
CAD systémy jsou využívány v široké škále průmyslových odvětví, včetně automobilového, leteckého, stavebního a spotřební elektroniky. Rozsah CAD se v průběhu let významně rozšířil, od jednoduchého dvourozměrného (2D) kreslení až po komplexní trojrozměrné (3D) modelování a simulace. Tento vývoj byl podpořen pokroky v oblasti počítačového hardwaru a softwaru, které umožnily vývoj sofistikovaných nástrojů schopných zpracovávat složité geometrie a velké objemy dat.
Významnou funkcí moderního CAD softwaru je schopnost provádět simulace. Tyto simulace jsou klíčové pro předpovídání, jak se bude produkt chovat za různých podmínek, jako je například napětí, teplo a pohyb. Simulací reálných podmínek mohou inženýři identifikovat potenciální problémy již v rané fázi návrhu, čímž se snižuje potřeba nákladných fyzických prototypů a iterací.

## Historie CAD simulací
Historie CAD simulací je svědectvím o rychlém pokroku v oblasti počítačové technologie a softwarového vývoje. Cesta od jednoduchého 2D kreslení k složitým 3D simulacím byla poznamenána významnými milníky a inovacemi.

### Raný vývoj

Ivan Sutherland provozující systém Sketchpad

Počátky CAD lze vystopovat do 60. let 20. století, kdy byly vyvinuty první systémy pro počítačem podporované kreslení. Jedním z prvních a nejvlivnějších systémů byl Sketchpad, který vytvořil Ivan Sutherland v roce 1963 na MIT.
Sketchpad byl revoluční program, který uživatelům umožňoval vytvářet a manipulovat grafickými objekty přímo na počítačové obrazovce pomocí světelného pera. Tato průkopnická práce položila základy pro budoucí CAD software tím, že ukázala potenciál interaktivní počítačové grafiky.
V 70. letech začaly CAD systémy získávat na popularitě v průmyslových aplikacích, zejména v leteckém a automobilovém průmyslu. Společnosti jako Boeing a General Motors byly mezi prvními, které přijaly tyto technologie ke zefektivnění svých návrhových procesů. Zavedení 3D drátového modelování v tomto období představovalo významný pokrok, který umožnil složitější a přesnější reprezentace fyzických objektů.

### Rozmach 3D modelování
80. a 90. léta zaznamenala rozšíření používání 3D modelování v CAD softwaru. Programy jako CATIA, vyvinutý společností Dassault Systèmes, a AutoCAD, vyvinutý společností Autodesk, se staly průmyslovými standardy.

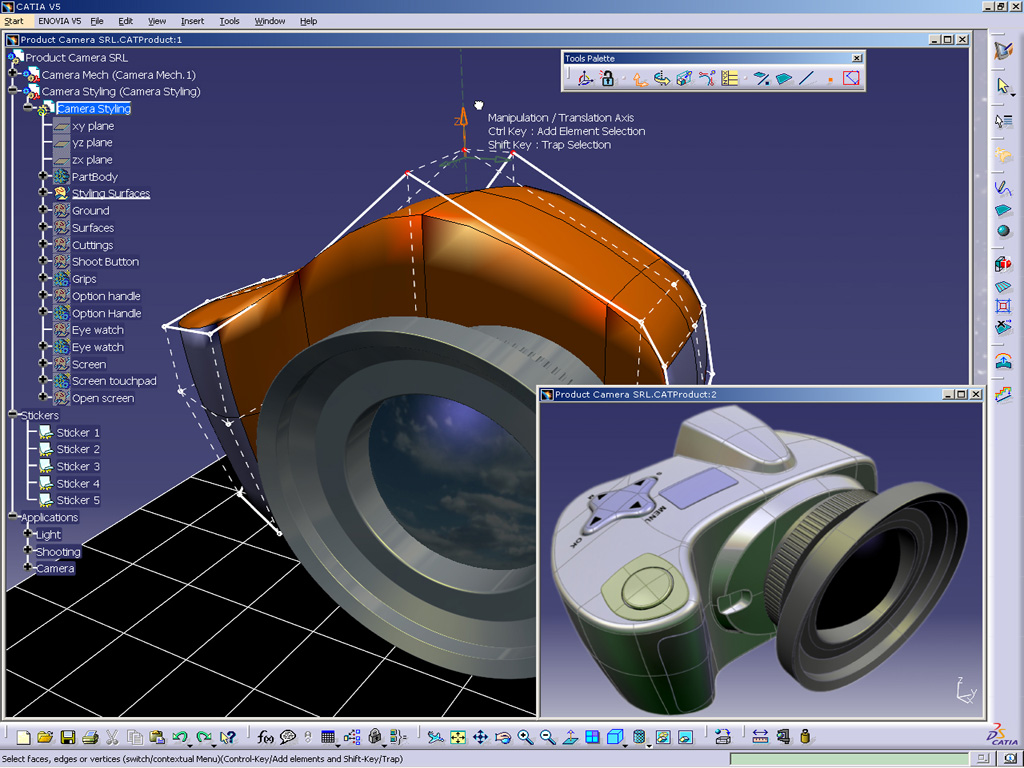
CATIA software

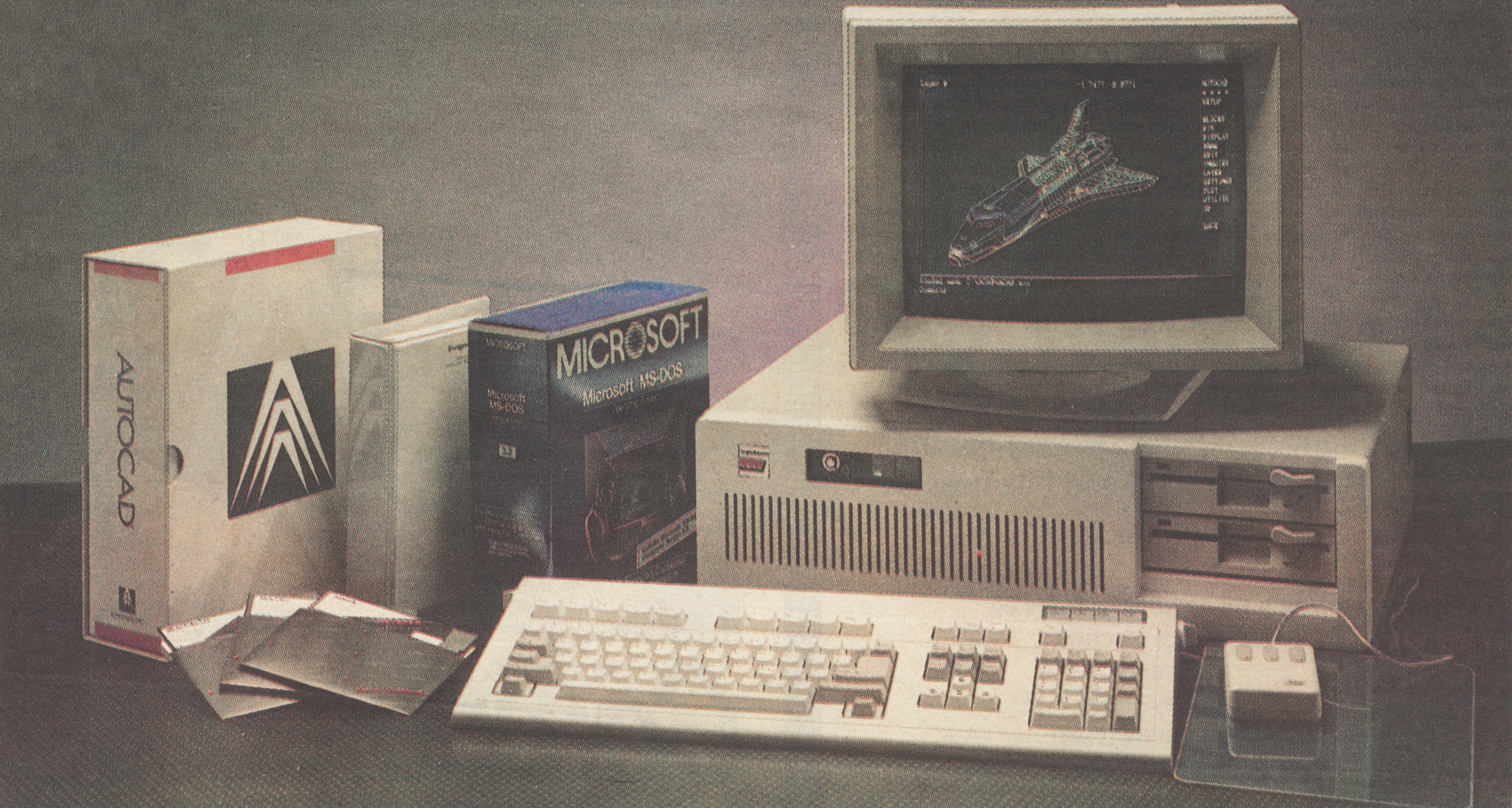
PowerPak 286 se AutoCAD v systému MS-DOS (1987)

Tyto nástroje umožnily designérům vytvářet detailní 3D modely svých produktů, které mohly být prohlíženy a manipulovány z jakéhokoli úhlu. Přechod na 3D modelování poskytl realističtější a komplexnější pochopení toho, jak budou návrhy vypadat a fungovat ve skutečném světě.

### Integrace simulačních nástrojů
S dalším vývojem CAD softwaru se integrace simulačních nástrojů stala klíčovým zaměřením. Koncem 90. let a začátkem 2000. let umožnily pokroky ve výpočetní síle a algoritmech začlenit sofistikované simulační schopnosti přímo do CAD platforem. Tato integrace umožnila designérům provádět různé typy analýz, jako je například analýza metodou konečných prvků (FEA), výpočtová dynamika tekutin (CFD) a multi-body dynamics (MBD), v rámci stejného softwarového prostředí, které používají pro návrh.
Tyto integrované simulační nástroje revolucionalizovaly návrhový proces tím, že umožnily inženýrům testovat a optimalizovat své návrhy virtuálně. Například FEA umožňuje inženýrům předpovídat, jak bude produkt reagovat na fyzické síly, jako je napětí a vibrace, zatímco CFD umožňuje analýzu proudění tekutin a tepelných vlastností. MBD pomáhá simulovat kinematiku a dynamiku pohybujících se částí v systému, poskytující cenné poznatky o jejich chování za různých podmínek.

### Moderní CAD simulační nástroje
Ve 21. století se CAD simulační nástroje staly ještě výkonnějšími a přístupnějšími. Moderní CAD software, jako jsou Siemens NX, SolidWorks a ANSYS, nabízí širokou škálu simulačních schopností, které pokrývají prakticky každý aspekt návrhu a analýzy produktů. Tyto nástroje jsou vybaveny uživatelsky přívětivými rozhraními a pokročilými funkcemi, díky nimž jsou přístupné inženýrům a designérům napříč různými průmyslovými odvětvími.

### Cloudové simulace a integrace AI

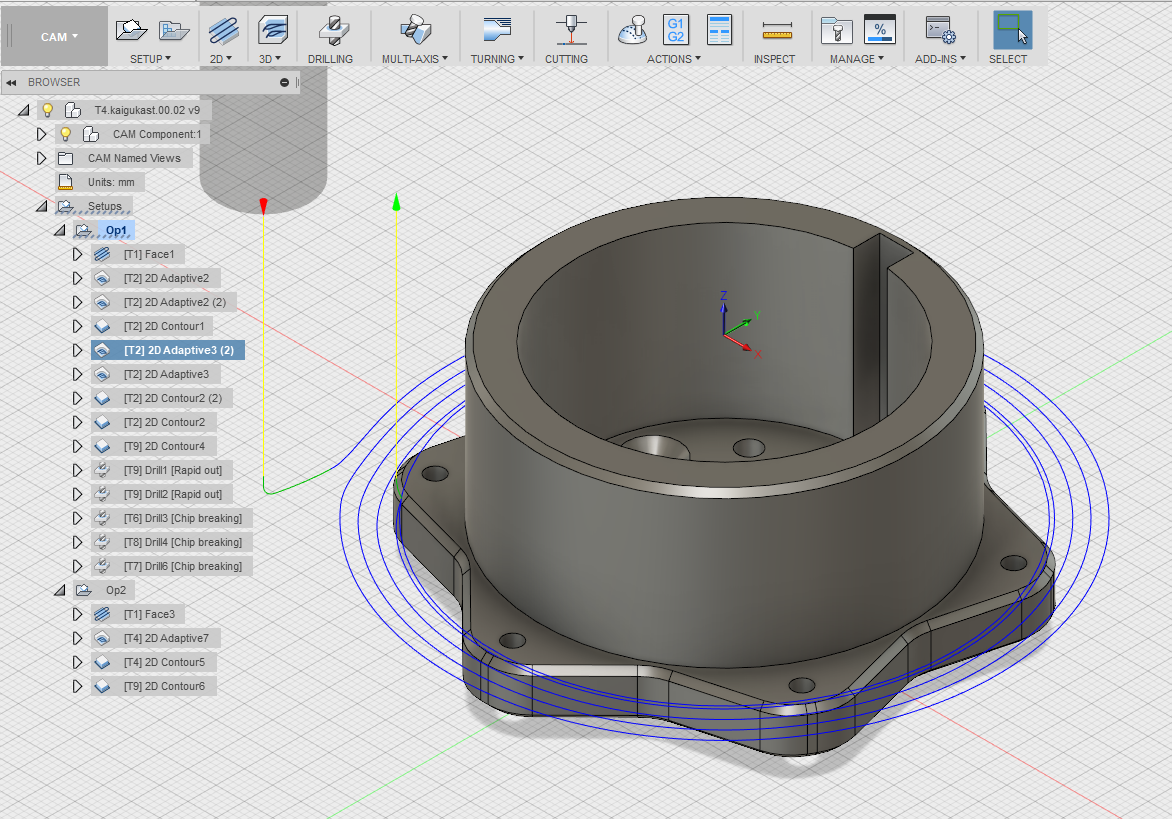
Autodesk Fusion 360

Nástup cloud computingu dále transformoval CAD simulace. Cloudové simulační platformy, jako je Autodesk Fusion 360 a OnScale, poskytují škálovatelné výpočetní zdroje, které umožňují inženýrům provádět složité simulace bez potřeby drahého hardwaru.
Tyto platformy také usnadňují spolupráci tím, že umožňují více uživatelům přistupovat k jedné simulaci a pracovat na ní z různých míst.
Umělá inteligence (AI) a strojové učení rovněž ovlivňují CAD simulace. AI algoritmy mohou analyzovat velké množství dat generovaných simulacemi a identifikovat vzorce a optimalizovat návrhy efektivněji. Modely strojového učení mohou být vyškoleny k předpovídání výsledků simulací na základě předchozích dat, což významně urychluje proces návrhových iterací.

## Klíčové simulační modely a přístupy

### Analýza metodou konečných prvků (FEA)

Analýza ohybu hliníkové trubky

Finite Element Analysis (FEA) je výpočetní technika používaná k predikci, jak objekty reagují na vnější síly, jako je teplo, vibrace a další fyzikální efekty.
FEA rozděluje velký systém na menší, jednodušší části nazývané konečné prvky. Kolektivní chování těchto prvků přibližuje chování celého systému.

#### Aplikace
FEA je široce využívána v průmyslových odvětvích, jako je automobilový a letecký průmysl, pro analýzu napětí, tepelnou správu a analýzu vibrací. Pomáhá inženýrům navrhovat spolehlivější a efektivnější produkty tím, že předpovídá potenciální místa selhání a optimalizuje využití materiálů.

#### Výhody a omezení
- Výhody: Vysoká přesnost, schopnost modelovat složité geometrie a univerzálnost v aplikacích.[21] FEA může simulovat reálné podmínky, což vede k lepšímu návrhu produktů a snižuje potřebu fyzických prototypů.
- Omezení: Vysoké výpočetní náklady a složitost při nastavování modelů.[22] K vytvoření přesných simulací je potřeba značných výpočetních zdrojů a odborných znalostí.

### Výpočtová dynamika tekutin (CFD)

Spalování prdu – druhy CO_{2} zachycené každých 10 ms

Computational Fluid Dynamics (CFD) zahrnuje použití numerických metod pro analýzu proudění tekutin. Umožňuje inženýrům simulovat chování plynů a kapalin za různých podmínek.

#### Aplikace
CFD je zásadní v průmyslových odvětvích, jako je letecký průmysl pro aerodynamiku, HVAC pro ventilační systémy a automobilový průmysl pro chladicí systémy. Pomáhá při navrhování efektivních systémů analýzou vzorců proudění tekutin, přenosu tepla a souvisejících jevů.

#### Výhody a omezení
- Výhody: Podrobný vhled do chování tekutin, schopnost modelovat složité scénáře proudění.[26] CFD simulace mohou optimalizovat návrhy pro lepší výkon a efektivitu, čímž se snižuje čas a náklady spojené s fyzickým testováním.[27]

- Omezení: Vysoké výpočetní požadavky, citlivost na počáteční a hraniční podmínky. Přesné CFD simulace vyžadují přesná vstupní data a značnou výpočetní sílu.[28]

### Multi-body Dynamics (MBD)

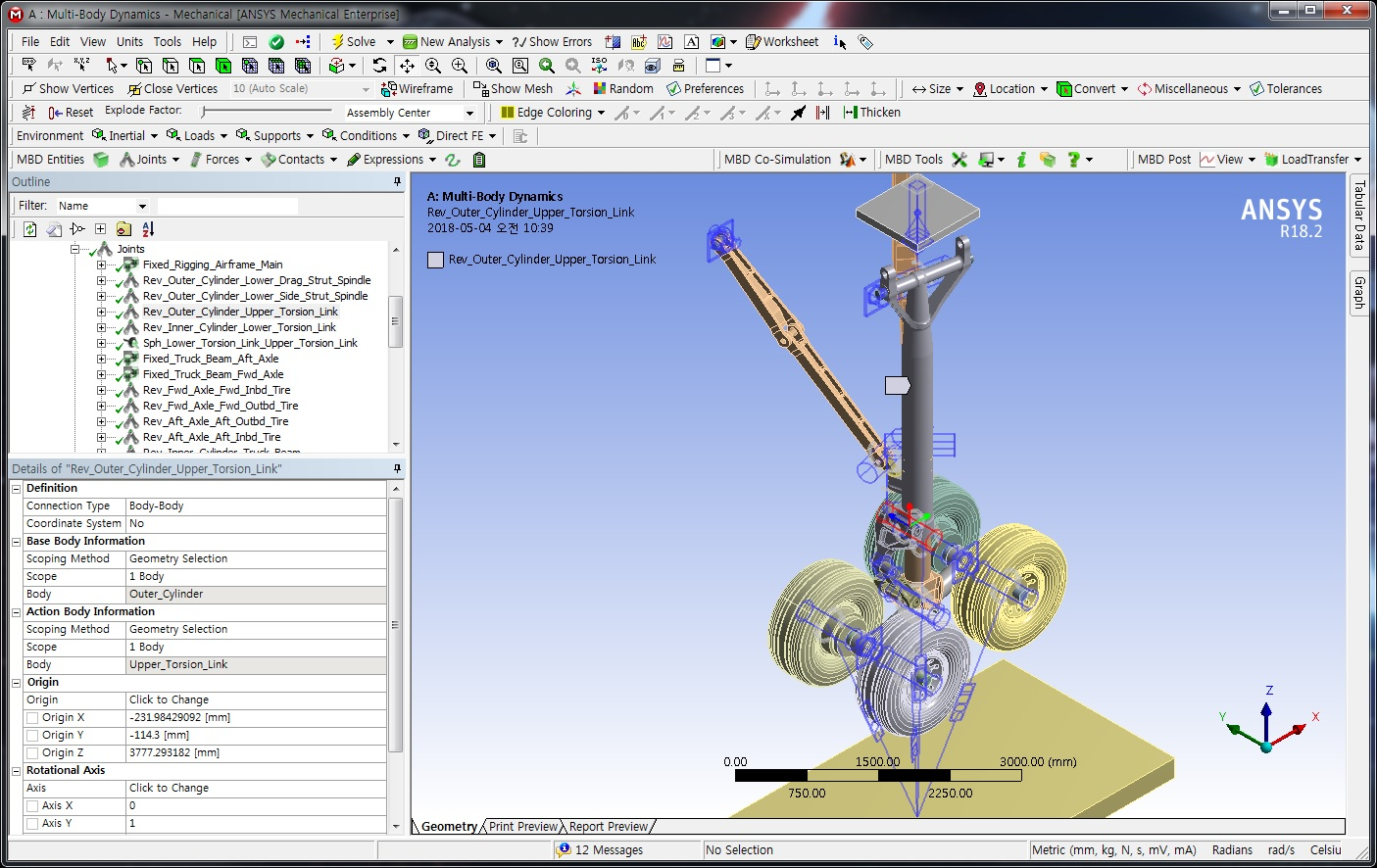
MBD pro ANSYS

Multi-body Dynamics (MBD) analyzuje pohyb propojených těles pod vlivem vnějších sil. Používá se k simulaci dynamického chování mechanických systémů.

#### Aplikace
MBD se používá v automobilovém průmyslu pro dynamiku vozidel, v robotice pro analýzu pohybu a v biomechanice pro studium lidského pohybu. Pomáhá inženýrům porozumět složitým interakcím mezi pohyblivými částmi a optimalizovat výkon systému.

#### Výhody a omezení
- Výhody: Schopnost simulovat složité interakce, prediktivní modelování chování systému.[32] MBD může zlepšit návrh mechanických systémů předpovídáním jejich chování za různých podmínek.
- Omezení: Složitost při modelování interakcí, výpočetní náročnost. Vytvoření přesných MBD simulací vyžaduje podrobné znalosti o systému a může být výpočetně náročné.[33]

## Praktické aplikace

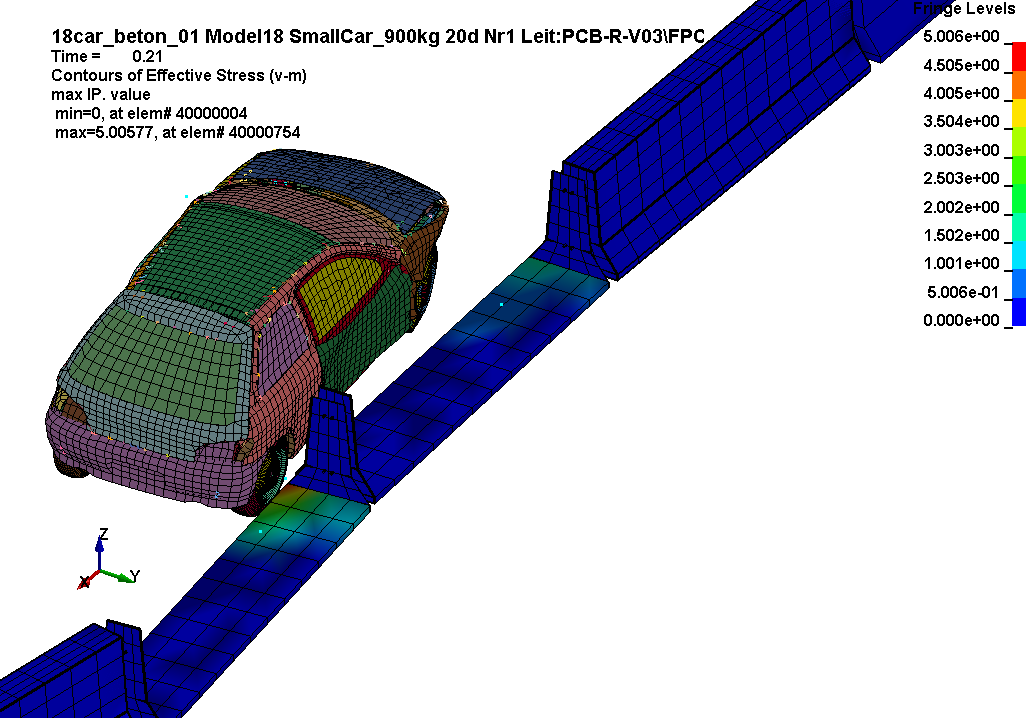
Simulaci crash testů

### Automobilový průmysl
V automobilovém průmyslu se CAD simulace používají ke zlepšení bezpečnosti vozidel, optimalizaci aerodynamiky a zvýšení palivové účinnosti. Například FEA se používá k simulaci crash testů, což snižuje potřebu fyzických prototypů a zlepšuje návrh bezpečnosti. CFD simulace pomáhají při navrhování aerodynamičtějších vozidel, což vede k lepší palivové účinnosti a výkonu. Kromě toho se MBD používá k analýze a optimalizaci chování závěsných systémů a dalších mechanických komponentů za dynamických podmínek.

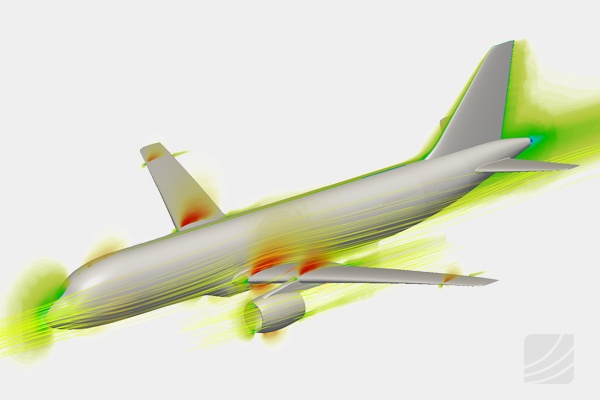
Letadlo se stlačitelným proudem vzduchu

### Letecký průmysl
V leteckém průmyslu se CFD simulace používají k návrhu efektivnějších aerodynamických profilů a optimalizaci spotřeby paliva. MBD simulace pomáhají porozumět chování podvozku a dalších mechanických systémů, což zajišťuje jejich spolehlivý provoz za různých podmínek. Tyto simulace mohou výrazně snížit náklady a čas spojené s vývojem nových leteckých technologií. FEA je rovněž kritická v leteckém průmyslu pro analýzu strukturální integrity leteckých komponentů pod různými zatíženími.

### Architektura a stavebnictví

Simulace TrussBridge

V architektuře a stavebnictví se CAD simulace používají k analýze strukturální integrity budov, optimalizaci HVAC systémů a zlepšení energetické účinnosti. FEA pomáhá posoudit pevnost a stabilitu stavebních komponentů, což zajišťuje jejich odolnost vůči různým zatížením a environmentálním podmínkám. CFD simulace se používají k návrhu efektivních ventilačních systémů a analýze proudění vzduchu uvnitř budov. To může vést k pohodlnějším a energeticky účinnějším návrhům budov.

### Spotřební zboží
CAD simulace jsou také široce používány při návrhu spotřebního zboží, od elektroniky po domácí spotřebiče. FEA pomáhá optimalizovat návrh produktů, aby byly trvanlivé a spolehlivé. CFD simulace mohou být použity ke zlepšení tepelné správy elektronických zařízení, což zajišťuje jejich efektivní provoz bez přehřívání. MBD může být použita k analýze pohybu pohyblivých částí v domácích spotřebičích, což zajišťuje jejich plynulý a spolehlivý provoz.

### Lékařské přístroje
V průmyslu lékařských přístrojů se CAD simulace používají k návrhu a optimalizaci přístrojů, jako jsou implantáty, protézy a chirurgické nástroje. FEA umožňuje inženýrům simulovat a optimalizovat mechanické vlastnosti těchto zařízení, což zajišťuje jejich bezpečnost a účinnost. CFD simulace pomáhají při návrhu systémů pro správu tekutin v lékařských zařízeních, což je klíčové pro zajištění jejich správného fungování. MBD simulace se používají k analýze pohybu částí v chirurgických nástrojích, což pomáhá optimalizovat jejich design pro lepší výkon a použitelnost.

## Budoucnost CAD simulací
Budoucnost CAD simulací je úzce spojena s dalšími pokroky v technologiích, jako je umělá inteligence, strojové učení a kvantové výpočty. AI a strojové učení budou hrát klíčovou roli při automatizaci a optimalizaci simulačních procesů, což umožní rychlejší a přesnější návrhy. Kvantové výpočty, i když jsou stále v raných fázích vývoje, mají potenciál významně zvýšit výpočetní výkon a umožnit řešení extrémně složitých simulačních problémů.
Navíc s rostoucí popularitou cloud computingu bude stále více simulačních nástrojů přesouváno na cloudové platformy, což umožní širší přístup k výkonným simulačním nástrojům bez potřeby nákladného hardwaru. Tato změna také podpoří spolupráci mezi týmy napříč různými geografickými lokalitami, což usnadní vývoj inovativních a vysoce kvalitních produktů.
CAD simulace jsou a budou i nadále nezbytným nástrojem pro inženýry a designéry, umožňující rychlejší, přesnější a efektivnější vývoj produktů. S pokračujícími technologickými pokroky se budou možnosti a výkonnost CAD simulací nadále zlepšovat, což povede k ještě větším inovacím a úspěchům v různých průmyslových odvětvích.